# The Age of Adz
The Age of Adz è un album discografico pubblicato dal cantautore statunitense Sufjan Stevens nell'ottobre 2010 attraverso la Asthmatic Kitty.

## Tracce
Testi e musiche di Sufjan Stevens.
1. Futile Devices – 2:11
2. Too Much – 6:44
3. Age of Adz – 8:00
4. I Walked – 5:01
5. Now That I'm Older – 4:56
6. Get Real Get Right – 5:10
7. Bad Communication – 2:24
8. Vesuvius – 5:26
9. All for Myself – 2:55
10. I Want to Be Well – 6:27
11. Impossible Soul – 25:35

## Classifiche
- Billboard 200 (Stati Uniti) - #7[1]
- Official Albums Chart (Regno Unito) - #30[2]